# Maria Antònia Munar
Maria Antònia Munar y Riutort (Barcelona, 1955) é uma política das Ilhas Baleares (Espanha).
Foi presidente do Parlamento das Ilhas Baleares entre 2007 e 2010, e já havia sido presidente do Conselho Insular de Mallorca entre 1995 e 2007.
Em fevereiro de 2010 afastou-se da política após ter sido associada a diversos casos de corrupção.